# Martin Nguyen

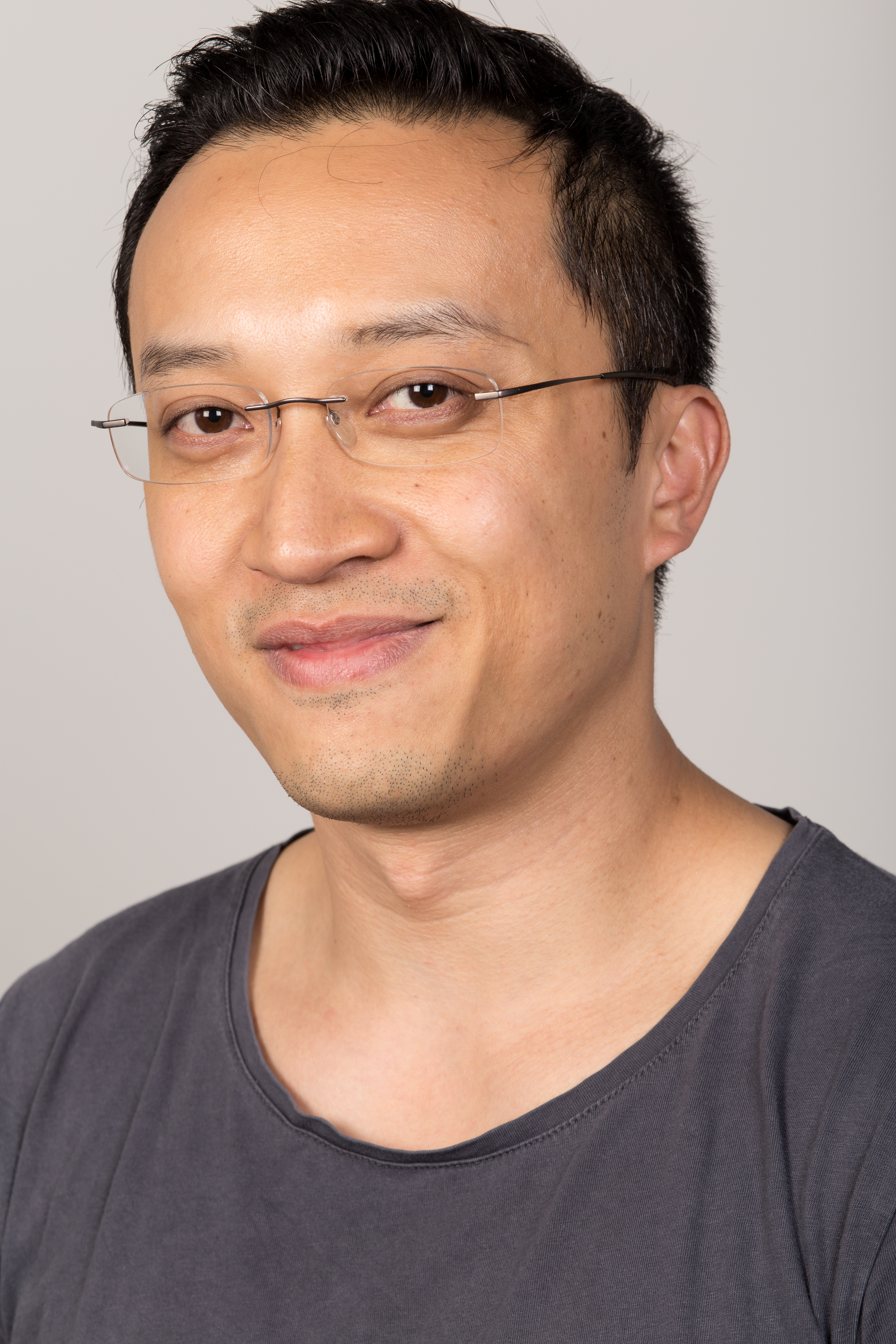
Martin Nguyen 2016

Martin Nguyen (* 23. Mai 1980 in Pulau Bidong, Malaysia) ist ein österreichischer Regisseur vietnamesischer Herkunft.

## Leben
Martin Nguyen wuchs in Niederösterreich in Furth an der Triesting als Kind vietnamesischer Flüchtlinge auf. Nach der Matura am BG/BRG Berndorf studierte er Publizistik und Kommunikationswissenschaften an der Universität Wien und schloss das Studium 2007 ab.

## Filmografie
- 2004: wirklich (Kurzfilm)
- 2006: Ich muss dir was sagen (Kino-Dokumentarfilm) – Produktion Mischief Films
- 2011: Die Kinder des Kardinals (TV-Dokumentarfilm) – Produktion MetaFilm
- 2012: Tomorrow you will leave (Kino-Dokumentarfilm) – Produktion Golden Girls Filmproduktion
- 2017: Herr Doktor geht (Kurzdokumentarfilm)

## Auszeichnungen
- 2004: shorts on screen 04, Gesamtsieger für „wirklich“[1]
- 2007: Lobende Erwähnung Jugendjury, Filmfestival Diagonale 2007 für Ich muss dir was sagen
- 2014: Award of Merit – Int. Festival for Peace, Inspiration and Equality, Jakarta für Tomorrow you will leave[2]